# Alberto Gilardino
Alberto Gilardino (Biella, 5 juli 1982), is een Italiaans voormalig betaald voetballer en huidig voetbaltrainer die doorgaans in de aanval speelde. Hij kwam van 2004 tot en met 2013 uit voor het Italiaans voetbalelftal, waarvoor hij zestig interlands speelde en negentien keer scoorde.

## Clubcarrière

### Piacenzo
Gilardino debuteerde in het seizoen 1999/00 in het betaald voetbal in het shirt van Piacenza Calcio. Hij speelde zeventien wedstrijden in de Serie A dat seizoen en scoorde daarin drie doelpunten.

### Hellas Verona
In de zomer van 2000 tekende Gilardino bij Hellas Verona, waar hij twee seizoenen speelde. Hij kwam in totaal tot 46 wedstrijden voor Hellas, waarin hij acht doelpunten maakte.

### Parma
Zijn grote doorbraak kwam toen hij in de zomer van 2002 tekende bij Parma. In zijn eerste seizoen scoorde hij slechts vijf keer in 28 wedstrijden, maar daarna raakte hij echt op stoom. In alle competities kwam hij respectievelijk tot 26 en 25 doelpunten voor Parma. In totaal speelde Gilardino drie seizoenen voor Parma, daarin was hij goed voor 116 wedstrijden en 56 doelpunten. Daarmee had hij een aanzienlijk aandeel in het in de Serie A blijven van de club in 2004/05. 

### AC Milan
Gilardino verkaste na dat seizoen naar AC Milan en was daar ook meteen erg productief. Hij scoorde negentien en zestien doelpunten in zijn eerste twee seizoenen bij de club. Wegens tegenvallende prestaties in zijn derde seizoen bij Milan, slechts negen goals in veertig wedstrijden, mocht hij in de zomer van 2008 vertrekken. Hij kwam tot 132 wedstrijden en 44 doelpunten voor Milan.

### Fiorentina
In mei 2008 werd Gilardino verkocht aan Fiorentina, alwaar hij een vijfjarig contract ondertekende. Daar hervond hij weer zijn oude vorm van zijn Parma-tijd, met 25 doelpunten in zijn eerste seizoen. Hij speelde drieënhalf jaar voor Fiorentina, waarin hij goed was voor 59 doelpunten in 143 wedstrijden.

### Genoa
Op 4 januari 2012 werd Gilardino voor zo'n acht miljoen euro verkocht aan Genoa. Hij tekende een contract voor 4,5 jaar. Gilardino speelde in zijn eerste seizoen veertien wedstrijden voor Genoa en scoorde vier keer. Die zomer verhuurde Genoa Gilarindo voor een seizoen aan Bologna. Daar scoorde hij veertien keer in 36 wedstrjiden. Na zijn terugkeer werd hij wel basisspeler bij Genoa en haalde hij soortgelijke cijfers (zestien goals in 37 wedstrijden).

### Guangzhou FC
Gilardino verruilde Genoa in juli 2014 voor Guangzhou Evergrande FC, dat circa €5.000.000,- voor hem betaalde. Daar zou hij slechts zeventien wedstrijden spelen (en zes goals maken). Een half jaar later keerde hij terug naar Italië, waar hij tot het einde van het seizoen op huurbasis voor Fiorentina speelde. 

### Palermo
Gilardino maakte na afloop van het seizoen vervolgens definitief zijn rentree in de Serie A door een contract te tekenen bij US Palermo, de nummer elf van het voorgaande seizoen. Daar scoorde hij voor de tiende keer meer tien keer of vaker in een Serie A-seizoen. Vervolgens speelde hij een half jaar bij Empoli en Pescara, beide met weinig succes. Hij eindigde zijn carrière bij Serie B-club Spezia, waar hij zes goals maakte in zestien wedstrijden. 

## Clubstatistieken
| Seizoen | Club          | Competitie   | Competitie | Competitie | Beker | Beker | Europa | Europa | Totaal | Totaal |
| Seizoen | Club          | Competitie   | Wed.       | Dlp.       | Wed.  | Dlp.  | Dlp.   | Dlp.   | Wed.   | Dlp.   |
| ------- | ------------- | ------------ | ---------- | ---------- | ----- | ----- | ------ | ------ | ------ | ------ |
| 1999/00 | Piacenza      | Serie A      | 17         | 3          | 0     | 0     | –      | –      | 17     | 3      |
| 2000/01 | Hellas Verona | Serie A      | 24         | 3          | 3     | 2     | –      | –      | 27     | 5      |
| 2001/02 | Hellas Verona | Serie A      | 17         | 2          | 2     | 1     | –      | –      | 19     | 3      |
| 2002/03 | Parma         | Serie A      | 24         | 4          | 2     | 1     | 2      | 0      | 28     | 5      |
| 2003/04 | Parma         | Serie A      | 34         | 23         | 2     | 0     | 4      | 3      | 40     | 26     |
| 2004/05 | Parma         | Serie A      | 39         | 24         | 1     | 0     | 8      | 1      | 48     | 25     |
| 2005/06 | AC Milan      | Serie A      | 34         | 17         | 3     | 2     | 10     | 0      | 47     | 19     |
| 2006/07 | AC Milan      | Serie A      | 30         | 12         | 4     | 2     | 11     | 2      | 45     | 16     |
| 2007/08 | AC Milan      | Serie A      | 30         | 7          | 1     | 0     | 9      | 2      | 40     | 9      |
| 2008/09 | Fiorentina    | Serie A      | 35         | 19         | 1     | 0     | 10     | 6      | 46     | 25     |
| 2009/10 | Fiorentina    | Serie A      | 36         | 15         | 3     | 0     | 9      | 4      | 48     | 19     |
| 2010/11 | Fiorentina    | Serie A      | 35         | 12         | 1     | 0     | –      | –      | 36     | 12     |
| 2011/12 | Fiorentina    | Serie A      | 12         | 2          | 1     | 1     | –      | –      | 13     | 3      |
| 2011/12 | Genoa         | Serie A      | 14         | 4          | 0     | 0     | –      | –      | 14     | 4      |
| 2012/13 | → Bologna     | Serie A      | 36         | 13         | 2     | 1     | –      | –      | 38     | 14     |
| 2013/14 | Genoa         | Serie A      | 36         | 15         | 1     | 1     | –      | –      | 37     | 16     |
| 2014    | Guangzhou FC  | Super League | 14         | 5          | 1     | 1     | 2      | 0      | 17     | 6      |
| 2014/15 | → Fiorentina  | Serie A      | 14         | 4          | 0     | 0     | –      | –      | 14     | 4      |
| 2015/16 | Palermo       | Serie A      | 33         | 10         | 1     | 1     | –      | –      | 34     | 11     |
| 2016/17 | Empoli        | Serie A      | 14         | 0          | 2     | 1     | –      | –      | 16     | 1      |
| 2016/17 | Pescara       | Serie A      | 3          | 0          | 0     | 0     | –      | –      | 3      | 0      |
| 2017/18 | Spezia        | Serie B      | 16         | 6          | 0     | 0     | –      | –      | 16     | 6      |
| Totaal  | Totaal        | Totaal       | 547        | 200        | 31    | 14    | 65     | 18     | 643    | 232    |

## Interlandcarrière
Gilardino nam met het Italiaans olympisch voetbalelftal deel aan de Olympische Spelen van 2004 in Athene. Daar won de ploeg onder leiding van bondscoach Claudio Gentile de bronzen medaille door Irak in de troostfinale met 1-0 te verslaan. Gilardino debuteerde op 4 september 2004 in het Italiaans voetbalelftal, tegen Noorwegen. Hij maakte deel uit van de selectie dat het WK 2006 won. Tijdens dat toernooi speelde hij vijf wedstrijden en maakte hij één goal.

## Erelijst
| Competitie               |          |          |          |          |
| Competitie               | Aantal   | Jaren    |          |          |
| AC Milan                 | AC Milan | AC Milan | AC Milan | AC Milan |
| ------------------------ | -------- | -------- | -------- | -------- |
| UEFA Champions League    | 1x       | 2006/07  |          |          |
| UEFA Super Cup           | 1x       | 2007     |          |          |
| Wereldkampioen clubteams | 1x       | 2007     |          |          |
| Guangzhou Evergrande     |          |          |          |          |
| Kampioen Super League    | 1x       | 2014     |          |          |
| Italië                   |          |          |          |          |
| Wereldkampioen voetbal   | 1x       | 2006     |          |          |
| Italië –21               |          |          |          |          |
| Europees kampioen –21    | 1x       | 2004     |          |          |